# Jiří Pehe
Jiri Pehe (født 26. august 1955 i Rokycany) er en tjekkisk politolog, forfatter og debattør, samt indehaver af en doktorgrad. Han dimitterede fra både det juridiske og det humanistiske fakultet på Karlsuniversitetet i Prag.
I 1981 emigrerende han til Italien og videre til USA, hvor han fik asyl.
Jiri har bidraget til New York Times og Radio Free Europe. Han er nu bosiddende i Tjekkiet, hvor han fungerer som direktør for den tjekkiske afdeling af New York University, samt lektor for det samfundsfaglige fakultet på Karlsuniversitetet i Prag.

## Eksterne links
- Wikimedia Commons har flere filer relateret til Jiří Pehe
- Jiřího Pehes hjemmside

1. ↑  Navnet er anført på engelsk og stammer fra Wikidata hvor navnet endnu ikke findes på dansk.